# Tomasz Froelich

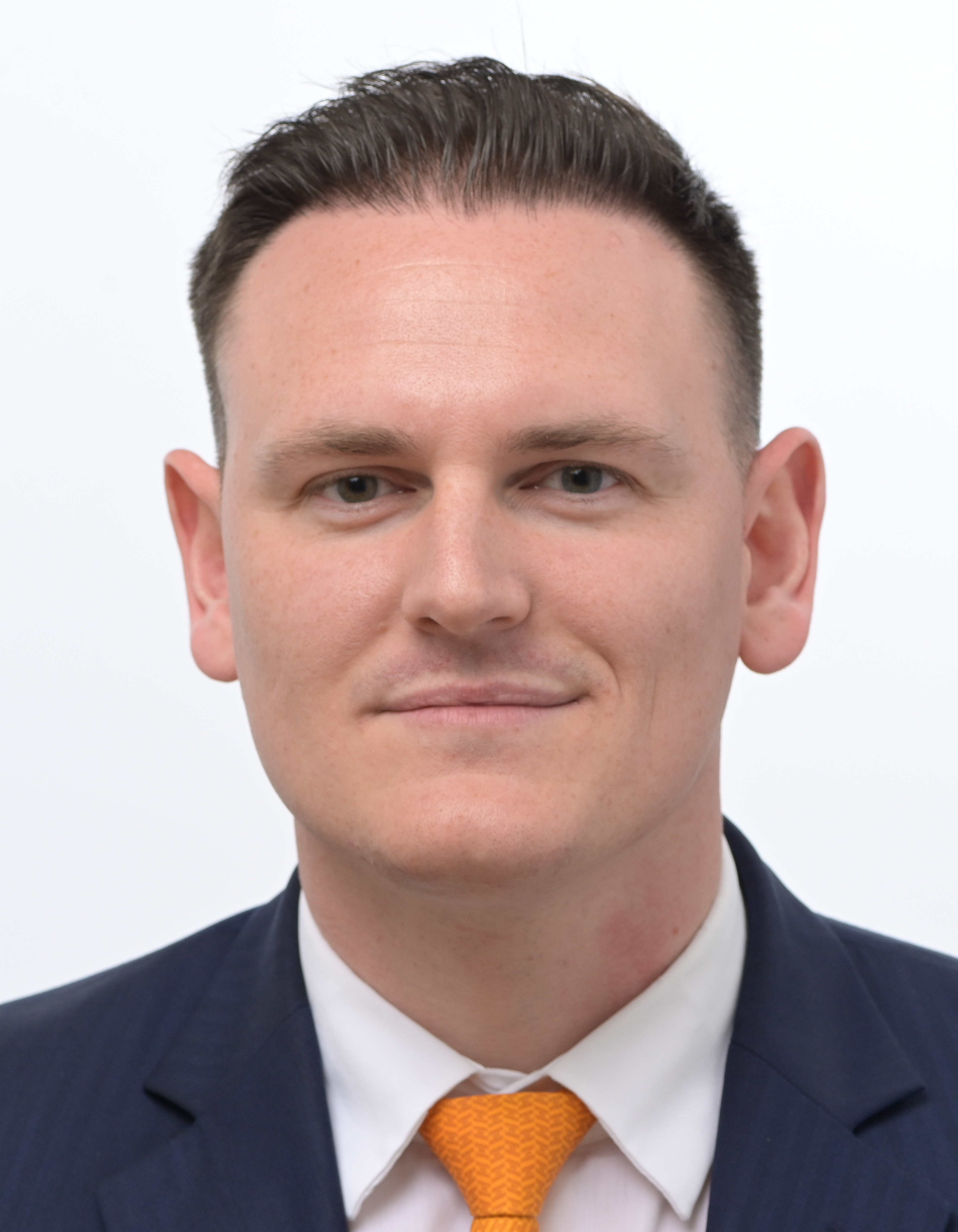
Tomasz Froelich (2024)

Tomasz Mariusz Froelich (* 15. Oktober 1988 in Hamburg) ist ein deutsch-polnischer Politiker (AfD) und seit 2024 Mitglied des Europäischen Parlaments, wo er erster stellvertretender Leiter der AfD-Delegation ist. Seit Februar 2019 war er stellvertretender Bundesvorsitzender der Jungen Alternative für Deutschland.

## Ausbildung
Froelich kam in Hamburg zur Welt und verbrachte dort und in Stettin seine Kindheit. 2008 legte er sein Abitur am Wilhelm-Gymnasium in Hamburg ab. Anschließend studierte er an der Universität Wien Politikwissenschaft und Internationale Entwicklung und an der Wirtschaftsuniversität Wien Sozioökonomie. Während und nach seiner Studienzeit war er wissenschaftlicher Mitarbeiter am Austrian Institute of Economics & Social Philosophy von Martin Rhonheimer.

## Politischer Werdegang
Als Jugendlicher war Froelich Mitglied der Jungen Liberalen. Während seiner Studienzeit betrieb Froelich den rechtslibertären Blog Freitum. Er publizierte für Medien, die dem rechtspopulistischen und libertären Spektrum zugeordnet werden, unter anderem für eigentümlich frei, Freilich, Krautzone, Junge Freiheit, Blaue Narzisse, Schweizerzeit. Nach seinem Studium arbeitete er von Juni 2016 an zunächst als parlamentarischer Berater der AfD-Fraktion im Landtag von Baden-Württemberg. Nach kurzer Zeit wurde er Büroleiter des damaligen AfD-Parteivorsitzenden Jörg Meuthen. 2019 wurde er Pressesprecher der AfD-Delegation im Europäischen Parlament. Im Februar 2019 wurde Froelich stellvertretender Bundesvorsitzender der Jungen Alternative für Deutschland; er blieb dies bis zu ihrer Auflösung im März 2025. Von 2019 bis 2021 war er Landesvorsitzender der Jungen Alternative Hamburg. 2022 wurde er parlamentarischer Berater der Fraktion Identität und Demokratie. Im Juli 2023 wurde Froelich auf dem AfD-Bundesparteitag in Magdeburg auf Listenplatz 12 für die Europawahl 2024 gewählt.
Über diesen Listenplatz zog er 2024 ins Europaparlament ein, wo er erster stellvertretender Leiter der AfD-Delegation ist. Er gehört der Fraktion Europa der Souveränen Nationen an und ist ihr Sprecher im Ausschuss für Menschenrechte (DROI). Darüber hinaus ist er Stellvertreter im Ausschuss für auswärtige Angelegenheiten (AFET) und im Ausschuss für Entwicklung (DEVE). Zudem gehört er der Delegation für die Beziehungen zu Zentralasien (DCAS),  der Delegation in der Parlamentarischen Versammlung Euronest (DEPA), der  Delegation in der Paritätischen Parlamentarischen Versammlung OAKPS-EU (DACP) und der Delegation in der Parlamentarischen Versammlung Afrika-EU (DAFR) an. Der Delegation im Parlamentarischen Assoziationsausschuss EU-Ukraine (D-UA) und der Delegation in der Parlamentarischen Versammlung Pazifik-EU (DPAC) gehört er als stellvertretendes Mitglied an.
Im Juni 2025 wurde er zu einem der beiden stellvertretenden Vorsitzenden des AfD-Kreisverbands Ortenau gewählt.

## Positionen
In einem Interview mit der rechtskonservativen ungarischen Tageszeitung Magyar Hírlap meinte Froelich, dass er es für unerlässlich hält, dass sich eine genuin europäische Rechte in den kommenden Jahren herauskristallisiert, die Europa als eigenständigen Akteur auf der politischen Weltbühne begreift, und weder amerikanische Operationszone, noch russisches Interessengebiet sein will. Dafür müssten anachronistische nationalchauvinistische Ressentiments überwunden werden. In der werdenden multipolaren Weltordnung brauche es auch einen europäischen Pol, so Froelich. Notwendig sei daher eine kooperative Umkehr der Europäer, die vor allem in einer interessengeleiteten Außenpolitik den Ausgleich mit Russland, China, den USA und sogar dem Iran sucht. Seiner Meinung nach sei Viktor Orbán der einzige Regierungschef Europas, der das verstanden hätte. Perspektivisch müssten die Europäer den Frieden auf ihrem Kontinent eigenständig und nicht durch amerikanische Präsenz gewährleisten. Europa sei nach dem Zweiten Weltkrieg institutionell wie kulturell amerikanisiert worden. Die ethnischen und kulturellen Diskurse der USA seien auf die EU übertragen worden. Multikulturalismus und die Gender-Ideologie seien Auswüchse davon, so Froelich, der fordert: „Wir können nur an unser wahres Selbstverständnis anknüpfen und entsprechende europäische Werte wiederentdecken, wenn wir die linksliberalen Importe aus Übersee beseitigen und diese geistige Kolonialisierung Europas endlich überwinden.“
Eine multipolare Weltordnung böte laut Froelich Chancen: „Unipolarität bedeutet US-Dominanz, Regenbogenterror, Multikulti, Critical Whiteness und Kriegsinterventionismus für fremde Interessen im Namen westlicher Werte bei gleichzeitigem Autonomieverlust zulasten der Völker Europas. Multipolarität bedeutet, dass Regionalmächte selbst darüber entscheiden, was in ihren Großräumen gilt und geschieht, und was nicht. Das gilt auch für Europa.“ Daraus leitet Froelich keinen „Austausch des amerikanischen Hegemons gegen den chinesischen oder russischen“ ab, sondern „eigene Stärke und eigene Souveränität“. Man müsse sich von den USA emanzipieren und eine eigene europäische Sicherheitsarchitektur aufbauen, ohne dabei zu einem russischen Protektorat zu werden. Die wertebasierte Außenpolitik des Westens lehnt Froelich als „interventionistisch, aggressiv und arrogant“ ab. Stattdessen fordert er eine interessengeleitete Außenpolitik, die es auch erfordere, dass man  mit Akteuren spricht, deren Werte man nicht unbedingt teilt: „Diplomatie ist eben mehr als ein Kaffeekränzchen unter Gleichgesinnten.“
In einem Interview mit dem rechtsidentitären französischen Online-Portal Breizh-Info sprach sich Froelich für Remigration aus. Darunter versteht er, „dass diejenigen, die sich illegal in Deutschland aufhalten und/oder kriminell und/oder kulturell inkompatibel sind, im Rahmen unserer Gesetze in ihre Heimat zurückgeführt werden bzw. durch zu entwickelnde Anreizsysteme dies freiwillig tun, um so die Ersetzungsmigration zu stoppen.“ Die AfD hätte es leider versäumt, den Begriff der Remigration genauer zu erläutern, sodass die Mainstream-Medien die Definitionsmacht über diesen Begriff erlangt und ihn in weiterer Folge dahingehend pervertiert hätten, dass Remigration nun als Synonym für Vertreibung und Deportation interpretiert wird, so Froelich. Das gelte es zu korrigieren.
Froelich stellt das deutsche Asylrecht infrage. Es sei weltweit einzigartig und stamme aus einer Zeit, als die Menschen noch nicht so mobil waren. Deswegen und vor dem Hintergrund der demographischen Entwicklung in der „Dritten Welt“ sei es „etwas anachronistisch“, so Froelich. Für Asylsuchende sollten Auffanglager außerhalb Europas errichtet werden, weil das günstiger sei und entsprechend mehr Menschen versorgt werden könnten.
Nachdem die AfD in Thüringen 2020 die FDP in die Regierung gebracht hatte, twitterte Froelich in Anspielung auf eine Aussage Michel Friedmans in der FAZ, wonach er auswandern werde, wenn die AfD in Regierungsverantwortung kommen sollte: „Die Auswanderung Michel Friedmans rückt näher“.
Im Dezember 2023 kommentierte er auf X einen Artikel in der Bild, der die Überschrift trug „Bei AfD-Kanzler will jeder siebte Deutsche auswandern“, mit den Worten: „Will? Muss!“
Nach Beginn der polnischen EU-Ratspräsidentschaft im 1. Halbjahr 2025 unter der Regierung Tusk III griff Froelich den Premierminister im EU-Parlament mit scharfen Worten an. Zunächst legte er Tusk auf Polnisch nahe, dass dieser wohl Deutsch besser verstünde (womit er auf eine häufige Schmähung durch die Rechte in Polen rekurrierte), warf ihm undemokratisches Gebaren und eine linke Agenda vor und schloss: "Sie sind die polnische Angela Merkel."

## Mediale Einordnung
Lukas Steinwandter beschrieb Froelich in der Jungen Freiheit als „wirtschaftspolitisch überzeugten Libertären, gesellschaftspolitisch als konservativen Hardliner.“
Frederik Schindler bezeichnete ihn in der Welt als „Anhänger eines antiwestlichen Kulturrelativismus“ und warf ihm offene Schwulenfeindlichkeit vor, nachdem Froelich nach der Wiederwahl von Recep Tayyip Erdoğan im Jahre 2023 die türkische Bevölkerung dafür lobte, „eine Politik für die Ärmsten der Armen, statt für die Wärmsten der Warmen“ zu bevorzugen. Schindler wies zudem darauf hin, dass Froelich sich in einem Podcast der Jungen Alternative Baden-Württemberg für ein Verbot des Christopher Street Days ausgesprochen hatte.
Laut Focus Online rechnen Beobachter Froelich zum rechten Flügel der AfD.
T-Online bezeichnete Froelich nach der AfD-Aufstellungsversammlung zur Europawahl im Sommer 2023 als den „polnische[n] AfD-Nachwuchsstar“.

## Persönliches
Froelich spielte für den VfL 93 Hamburg in der damals viertklassigen Oberliga Nord Fußball und wurde gemeinsam mit Robert Lewandowski 2006 in die polnische U18-Nationalmannschaft nominiert.

## Auszeichnungen
- 2012: Roland-Baader-Auszeichnung für seinen Blog Freitum[25]

## Schriften (Auswahl)
- Bildungsvielfalt statt Bildungseinfalt. Hrsg.: Michael von Prollius. Forum Freie Gesellschaft, Fürstenberg 2015, ISBN 978-3-7347-4929-2.

- Hrsg.: Gustave de Molinari: Produktion der Sicherheit. Edition Freitum, Wien 2015, ISBN 978-1-5032-7347-4.